# Горња Велика (Соколовац)
Горња Велика (хрв. Gornja Velika) је насељено место у општини Соколовац, Копривничко-крижевачка жупанија, Хрватска.

## Историја
До територијалне реорганизације у Хрватској била је у саставу старе општине Копривница.

## Становништво
У попису становништва из 2011. године, Горња Велика је имала 95 становника.
| Број становника према пописима | Број становника према пописима | Број становника према пописима | Број становника према пописима | Број становника према пописима | Број становника према пописима | Број становника према пописима | Број становника према пописима | Број становника према пописима | Број становника према пописима | Број становника према пописима | Број становника према пописима | Број становника према пописима | Број становника према пописима | Број становника према пописима | Број становника према пописима |
| ------------------------------ | ------------------------------ | ------------------------------ | ------------------------------ | ------------------------------ | ------------------------------ | ------------------------------ | ------------------------------ | ------------------------------ | ------------------------------ | ------------------------------ | ------------------------------ | ------------------------------ | ------------------------------ | ------------------------------ | ------------------------------ |
| 1857                           | 1869                           | 1880                           | 1890                           | 1900                           | 1910                           | 1921                           | 1931                           | 1948                           | 1953                           | 1961                           | 1971                           | 1981                           | 1991                           | 2001                           | 2011                           |
| 110                            | 124                            | 113                            | 163                            | 193                            | 0                              | 0                              | 223                            | 224                            | 203                            | 213                            | 186                            | 149                            | 130                            | 110                            | 95                             |

Напомена: Насеља Доња Велика и Горња Велика 1910. и 1921. исказана су под именом Капелска Велика. Подаци за то некадашње насеље садржани су у насељу Доња Велика.